# Полудемократија
Полудемократија је држава која има и демократских и ауторитативних одлика.
Термин полудемократија употребљава се при описивању стабилних режима у којима постоји комбинација демократских и ауторитативних елемената. Већина овако уређених држава има систем са доминантним партијама; то су државе у којима је дозвољено постојање опозиционих партија и у којима се одржавају слободни избори. Понекад доминантна партија одржава свој статус моћи изборним преварама, док су понекад избори коректни али изборне кампање које су одржане пре њиховог одржавања, нису. Младе и нестабилне демократије које улажу напоре према побољшању и консолидацији већином се не сврставају у полудемократске државе.
Касне 1980-е и ране 1990-е су биле раздобља у којима је велик број ауторитативних влада доживео колапс: десничарска војна диктатура у Латинској Америци и многи случајеви у Африци, Европи и Азији. У већем броју случајева, владе које дођу као замена оним старим проглашавају своју лојалност демократији и имплементирају јединствене демократске реформе у самом почетку, али се на крају ипак претворе у полудемократске режиме.